# Madhuri Dixit
Madhuri Dixit Nene (ur. 15 maja 1967 w Bombaju) – indyjska aktorka filmowa.

## Życiorys
Debiutem Madhuri był film Abodh, który nie odniósł sukcesu. Producent i reżyser Subhash Ghai postanowił zrobić z niej gwiazdę (m.in. wykupił ośmiostronicową reklamę w pismach branżowych). Dzięki filmowi Tezaab (1988 rok) i piosence Ek Do Teen stała się rozpoznawalna. W roku 1991 otrzymała swoją pierwszą nagrodę Filmfare (indyjski odpowiednik filmowego Oskara) – Nagroda Filmfare dla Najlepszej Aktorki, za film Dil. Kolejne jej filmy stawały się hitami i zapewniały jej kolejne nagrody Filmfare: (Beta, Hum Aapke Hain Koun...!). W roku 1997 zagrała w filmie wyprodukowanym przez wytwórnię Yash Raj Films - Serce jest szalone i otrzymała kolejną, czwartą już statuetkę Filmfare.
W roku 1999 wyszła za mąż za dr. Srirama Nene i ograniczyła występy w filmach. W 2002 roku w filmie Devdas zagrała rolę kurtyzany Chandramukhi, za którą otrzymała nagrodę Filmfare w kategorii Nagroda Filmfare dla Najlepszej Aktorki Drugoplanowej. Podczas kręcenia filmu okazało się, że jest w ciąży i po premierze rozstała się z filmem na 5 lat, żeby wychowywać dwóch synów (Ryan i Arin). W 2007 roku powróciła w filmie Aaja Nachle.

## Nagrody i nominacje
Nagrody Filmfare Awards:
1991 - Nagroda Filmfare dla Najlepszej Aktorki za film Dil
1993 -  Nagroda Filmfare dla Najlepszej Aktorki za film Beta
1995 -  Nagroda Filmfare dla Najlepszej Aktorki za film Hum Aapke Hain Koun...!
1998 -  Nagroda Filmfare dla Najlepszej Aktorki za film Serce jest szalone
2003 - Nagroda Filmfare dla Najlepszej Aktorki Drugoplanowej za film Devdas
Nominacje do Nagrody Filmfare Awards:
1988 - Nominacja do Nagrody Filmfare Awards dla Najlepszej Aktorki za film Tezaab 
1989 - Nominacja do Nagrody Filmfare Awards dla Najlepszej Aktorki za film Prem Pratigya 
1991 - Nominacja do Nagrody Filmfare Awards dla Najlepszej Aktorki za film Saajan 
1993 - Nominacja do Nagrody Filmfare Awards dla Najlepszej Aktorki za film Khalnayak 
1994 - Nominacja do Nagrody Filmfare Awards dla Najlepszej Aktorki za film Anjaam 
1995 - Nominacja do Nagrody Filmfare Awards dla Najlepszej Aktorki za film Raja 
1995 - Nominacja do Nagrody Filmfare Awards dla Najlepszej Aktorki za film Yaraana 
2000 - Nominacja do Nagrody Filmfare Awards dla Najlepszej Aktorki za film Pukar 
2001 - Nominacja do Nagrody Filmfare Awards dla Najlepszej Aktorki Drugoplanowej Lajja 
2008 - Nominacja do Nagrody Filmfare Awards dla Najlepszej Aktorki za film Aaja Nachle 
Nagrody Star Screen Awards:
1994 - Nagroda Star Screen Award dla Najlepszej Aktorki za film Hum Aapke Hain Koun...! 
1995 - Nagroda Star Screen Award dla Najlepszej Aktorki za film Raja 
1997 - Nagroda Star Screen Award dla Najlepszej Aktorki za film Mrityudand 
2002 - Nagroda Star Screen Award dla Najlepszej Aktorki Drugoplanowe za film Devdas 
Nominacje do Nagrody Star Screen Awards:
2000 - Nominacja do Nagrody Star Screen Award dla Najlepszej Aktorki za film Pukar 
Nagrody Zee Cine Awards:
1998 - Nagroda Zee Cine Award dla Najlepszej Aktorki za film Dil To Pagal Hai 
2002 - Nagroda Zee Cine Award dla Najlepszej Aktorki Drugoplanowej za film Lajja 
Nominacje do Nagrody Zee Cine Awards:
2000 - Nominacja do Nagrody Zee Cine Award dla Najlepszej Aktorki za film Pukar
2003 - Nominacja do Nagrody Zee Cine Award dla Najlepszej Aktorki za film Devdas 
Nominacje do Nagrody IIFA Awards:
2000 - Nominacja do Nagrody IIFA dla Najlepszej Aktorki za film Pukar

## Odznaczenia
- Order Padma Shri (2008)

## Filmografia
- Aaja Nachle (2007) - Dia Shrivastav

- Hum Tumhare Hain Sanam (2002) - Radha

- Devdas (2002) - Chandramukhi

- Lajja (2001) - Janki

- Droga miłości (2001) - Neha

- Gaja Gamini (2000) - Gaja Gamini/Sangita/Shakuntala/Monika/Mona Lisa

- Pukar (2000) - Anjali

- Aarzoo (1999) - Pooja Nath

- Wajood (1999) - Apoorva Choudhary

- Gharwali Baharwali (1998) - występ specjalny

- Bade Miyan Chote Miyan (1998) - występ specjalny w piosence

- Serce jest szalone (1997) - Pooja

- Mahaanta (1997) - Jenny Pinto/Jenny S. Malhotra

- Węgiel (1997) - Gauri

- Mohabbat (1997) - Shweta Sharma

- Mrityudand (1997) - Phoolva

- Prem Granth (1996) - Kajri

- Rajkumar (1996) - Rajkumari Vishaka

- Yaraana (1995) - Lalita/Shikha/Kavita Krishnamurthy/Johnny

- Paappi Devaata (1995) - Reshma

- Raja (1995) - Madhu Garewal

- Hum Aapke Hain Koun...! (1994) - Nisha Choudhary

- Anjaam (1994) - Shivani Chopra

- Dil Tera Aashiq (1993) - Sonia Khanna/Savitri Devi

- Aasoo Bane Angaarey (1993) - Usha

- Khalnayak (1993) - Ganga

- Phool (1993) - Guddi B. Choudhary

- Sahibaan (1993) - Sahibaan

- Zindagi Ek Juaa (1992) - Juhi Singh

- Beta (1992) - Saraswati

- Dharavi (1992) - Dreamgirl

- Prem Deewane (1992) - Shivangi Mehra

- Sangeet (1992) - Nirmala/Sangeetha

- Saajan (1991) - Pooja Saxena

- Pratikar (1991) - Madhu

- 100 Days (1991) - Devi

- Khel (1991) - Seema

- Prahaar: The Final Attack (1991) - Shirley

- Thanedaar (1990) - Chanda

- Jamai Raja (1990) - Rekha

- Sailaab (1990) - Dr. Sushma Malhotra

- Jeevan Ek Sanghursh (1990) - Madhu Sen

- Dil (1990) - Madhu Mehra

- Maha-Sangram (1990)

- Deewana Mujh Sa Nahin (1990) - Anita

- Izzatdaar (1990) - Mohini

- Khilaaf (1990) - Sweta

- Kishen Kanhaiya (1990) - Anju

- Pyar Ka Devta (1990) - Radha

- Paap Ka Ant (1989)

- Tridev (1989) - Divya Mathur

- Prem Pratigyaa (1989) - Laxmi M. Rao

- Ilaaka (1989) - Vidya

- Vardi (1989) - Jaya

- Kanoon Apna Apna (1989) - Bharathi

- Mujrim (1989) - Sonia

- Parinda (1989) - Paro

- Ram Lakhan (1989) - Radha Shastri

- Tezaab (1988) - Mohini

- Dayavan (1988) - Neela Velhu

- Khatron Ke Khiladi (1988) - Kavita

- Uttar Dakshin (1987)

- Hifazat (1987) - Janki

- Mohre (1987) - Maya

- Zameen (1987)

- Swati (1986) - Anandi

- Awara Baap (1985)

- Abodh (1984) - Gauri Girdhari Singh/Gauri Shankar Singh